# Villegongis
Villegongis település Franciaországban, Indre megyében. Lakosainak száma 103 fő (2022. január 1.). Villegongis Chezelles, Francillon, Saint-Lactencin, Vineuil és Levroux községekkel határos.

## Népesség
A település népessége az elmúlt években az alábbi módon változott:
| Lakosok száma | 138  | 130  | 111  | 140  | 131  | 121  | 113  | 107  | 106  | 103  |
|               | 1968 | 1982 | 1990 | 2006 | 2013 | 2015 | 2017 | 2019 | 2020 | 2022 |